# Shigenobu Katakura
Pour les articles homonymes, voir Shigenobou.
Shigenobu Katakura (片倉 重信, Katakura Shigenobu, né en 1940) est une personnalité religieuse japonaise. Descendant de Katakura Kagetsuna, le fameux obligé du domaine de Sendai, Shigenobu est le prêtre en chef d'Aoba-jinja à Sendai. Shigenobu aurait été le dix-septième Katakura kojūrō.

## Source de la traduction
- (en) Cet article est partiellement ou en totalité issu de l’article de Wikipédia en anglais intitulé « Shigenobu Katakura » (voir la liste des auteurs).